# Liste der Präsidenten von Trinidad und Tobago
Liste der Präsidenten von Trinidad und Tobago seit 1976.
| Nr. | Porträt | Name                                | Amtsperiode                    | Amtszeit          |
| --- | ------- | ----------------------------------- | ------------------------------ | ----------------- |
| 1   |         | Ellis Clarke (1917–2010)            | 1. August 1976 – 19. März 1987 | 10 Jahre 232 Tage |
| 2   |         | Noor Hassanali (1918–2006)          | 20. März 1987 – 17. März 1997  | 10 Jahre          |
| 3   |         | A. N. R. Robinson (1926–2014)       | 17. März 1997 – 18. März 2003  | 6 Jahre 2 Tage    |
| 4   |         | George Maxwell Richards (1931–2018) | 18. März 2003 – 18. März 2013  | 10 Jahre 1 Tag    |
| 5   |         | Anthony Carmona (* 1953)            | 18. März 2013 – 19. März 2018  | 5 Jahre 1 Tag     |
| 6   |         | Paula Mae Weekes (* 1958)           | 19. März 2018 – 20. März 2023  | 5 Jahre 1 Tag     |
| 7   |         | Christine Kangaloo (* 1961)         | seit 20. März 2023             |                   |

Flagge des Präsidenten von Trinidad und Tobago

Trinidad und Tobago ist zwar seit 1962 unabhängig, aber erst seit 1976 Republik, weshalb erst 1976 der erste Präsident gewählt wurde. Von 1962 bis 1976 war die britische Königin Elisabeth II. das Staatsoberhaupt, sie wurde von Generalgouverneuren vertreten.